# Edith Crepp
Bo Håkan Widerström Sleman (tidigare Widerström) är känd under artistnamnet Edith Crepp, född 27 april 1961 i Hjärnarps församling, Kristianstads län, är en svensk revy- och dragshowartist.

## Biografi
Edith Crepp dök upp omkring 1980 på nattklubben Trocadero i Malmö, men har framförallt varit aktiv under 2000-talet, bland annat i Allsång på Skansen 2008 och Regnbågsfestivalen i Malmö 2012. Figuren beskrivs som en anglosaxisk, lite burlesk damimitation och som Malmös svar på Babsan, och har stundom använt den legendariska primadonnan Git Gays egna gamla scenkostymer.